# Chufu-anch

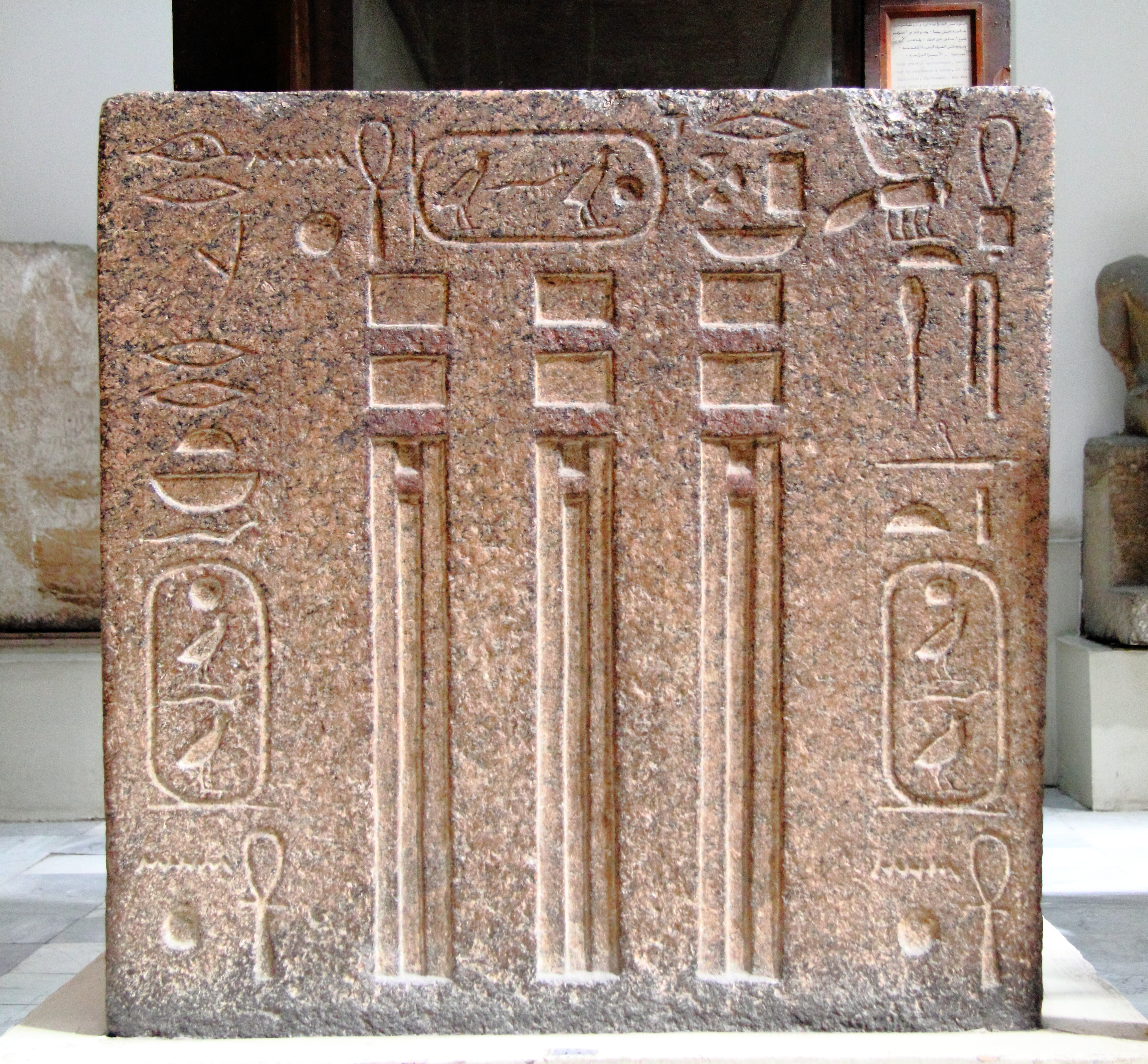
Sarkophag des Chufu-anch im Ägyptischen Museum, Kairo

Chufu-anch ist der Name eines altägyptischen Beamten, der in der 4. Dynastie während des Alten Reiches tätig war. Er trug hohe Rangtitel wie zum Beispiel „Siegler des Königs“ (Chetemti-biti), „Aufseher über die Bauarbeiten des Königs“ (Imi-ra katneb-en-nesut) und „Magazinverwalter des Haus-des-Lebens“ (Heri-wedja Hut-anch). Ein prachtvoller Sarkophag aus Rosengranit mit seinem Namen darauf befindet sich heute im Ägyptischen Museum von Kairo. Chufu-anch wurde in der Mastaba G 4520 des Zentralfriedhofs von Gizeh bestattet.